# Vjetroelektrana Pometeno brdo
Vjetroelektrana Pometeno brdo ili VE Pometeno brdo je vjetroelektrana koja se nalazi kraj Konjskog, u blizini Dugopolja, neposredno iznad autoceste A1 i tunela Konjsko. Postavljeno je, i priključeno na elektroenergetsku mrežu 17 vjetroagregata. U prvom koraku je postavljeno 6 vjetroagregata ukupne snage 6 MW, prvi 2008., u probnome radu od kolovoza 2008., a još pet njih 2011.; u pogonu su od 24. veljače 2012., a u drugom koraku još 10 vjetroagregata, što je napravljeno tijekom 2012. Ukupno je postavljeno 15 vjetroagragata Končar KO-VA 57/1 snage 1 MW i jedan Končarev vjetroagregat K80 snage 2,5 MW. Također je 2014. dodan dodatni vjetroagregat K80 koji je u pogonu od 2015., također snage 2,5 MW, čime ukupna priključna snaga vjetroelektrane iznosi 20 MW. 
U izgradnji vjetroelektrane su sudjelovale uglavnom hrvatske tvrtke, odnosno 14 tvrtki Končara i 15 kooperanata iz Hrvatske. Za projekt VE Pometeno brdo ukupna investicija je iznosila 252 milijuna kuna, a od čega je Končar uložio 41,48% svojih sredstava. Ovime je Končar napravo sljedeći veliki korak prema cilju prodaje svojih vjetroagregata kroz serijsku proizvodnju i dokazivanje učinkovitosti 15 jedinica istog tipa vjetroagregata. Također su instaliranjem novog prototipa 2,5 MW vjetroagregata popratili svjetski trend ponude sve većih i učinkovitijih vjetroagregata.

## Povijest vjetroelektrane
Končar je započeo razvoj svog prvog vjetroagregata, KO-VA 57/1 2004. godine, a kasnije je započeo razvoj projekta vjetroelektrane na kojoj bi primijenio vjetroagregate.
Prvi prototip vjetroagregata KO-VA 57/1 postavljen je u kolovozu 2008. na Pometeno brdo. Iako su na prvom prototipu korišteni uvozni sustavi upravljanja i frekvencijski pretvarač, za ostale vjetroagregate razvijeni su vlastiti modeli ove opreme, kao i vlastiti SCADA sustav. Tako Končarevi vjetroagregati sadrže 85% hrvatske i 15% strane opreme.
U siječnju 2011. Končar je odobrio financiranje postavljanja dodatnih vjetroagregata. Prema planu trebalo je biti postavljeno još 15 vjetroagregata, 14 KO-VA 57/1 i jedan novi prototip vjetroagregata K80.
Prva faza postavljanja je obuhvaćala postavljanje 5 vjetroagregata, a dovršena je 2012., a postavljeni vjetroagregati u pogonu su od 24. veljače 2012. Druga faza je obuhvaćala postavljanje još 9 istih vjetroagregata. Druga je faza dovršena u srpnju 2012., a vjetroagregati su u pogonu od 1. siječnja 2013.
U sklopu druge faze također je postavljen prototip vjetroagregata K80, što je napravljeno u srpnju 2012., a ušao je u pogon zajedno s ostalim vjetroagregatima.
2014. Končar je odlučio postaviti dodatni vjetroagregat K80, što je napravljeno iste godine, a vjetroagregat je u pogonu od 2015.
Tako danas vjetroelektrana Pometeno brdo radi svojim punim predviđenim kapacitetom od 20 MW, s 15 vjetroagregata KO-VA 57/1 i 2 vjetroagregata K80.

## Končarev vjetroagregat K80
Prototip vjetroagregata K80 je postavljen na položaju Pometeno brdo, između Splita i Dugopolja, gdje hrvatski proizvođač generatora tako postaje i proizvođač električne energije. Osim prodaje vjetroagregata, Končar će na regionalnom tržištu nuditi i gradnju vjetroelektrana. Osim gotovih proizvoda, Končar planira prodavati i dijelove vjetroagregata, poglavito električne generatore, za koje vjeruje da bi mogli postići uspjeh i na tržištima zemalja Europske unije, koje su već razvile tehnologiju iskorištavanja energije vjetra. Končar već desetljećima proizvodi generatore za hidroelektrane, koje je samo trebalo izmijeniti da bi bili prikladni za vjetroagregate. Na početku se razmišljalo o uzimanju licencije od stranog proizvođača za nastup na domaćem tržištu, ali boljom se opcijom pokazao razvoj vlastite tehnologije. Unutar Končar grupe planira se proizvoditi 70% dijelova, što s radom uloženim u sklapanje uređaja znači da će se uređaji sastojati od najmanje 80% hrvatskih komponenti.
Jedan vjetroagregat se sastoji se od stupa visokog 60 metara i teškog 80 tona, a kućište stroja (gondola) u kojoj se nalazi generator snage 1 MW teška je 65 tona. Cijena uređaja koji može proizvesti 1 MW električne struje na godinu na tržištu je oko 1,5 milijuna eura, a da bi vjetroagregat bio profitabilan, mora raditi najmanje 2 000 sati na godinu s nominalnom snagom. Za usporedbu, godina ima ukupno 8 500 sati. Na položajima na kojima se planiraju graditi vjetroelektrane, vjetar mora biti stalan i dovoljno jak, zbog čega su potrebna dugotrajna mjerenja, koja traju i do 2 godine. Uz istraživanje vjetrova mora se napraviti i studija utjecaja na prirodni okoliš, jer se vjetroelektrane ne smiju graditi uz staništa ugroženih ptica i šišmiša, ni na putevima ptica selica. U Hrvatskoj se vjetar do sada pokazao najboljim izvorom, jer najčešće puše ujutro i navečer, kad je i potreba za dodatnom energijom u elektroenergetskom sustavu najveća.
Vjetroagregat se uključuje na mrežu kada brzina vjetra u 10 minutnom prosjeku prijeđe 2,5 m/s. Tada se pomoću elektromotora s multiplikatorom zakreće kompletna gondola u smjeru vjetra, a pomoću elektromotora automatski se postavlja odgovarajući kut tetive lopatice u odnosu na ravninu vrtnje (eng. pitch). Disk kočnica oslobađa rotor generatora i pomoću sustava upravljanja pokreće se električni generator, koji proizvodi promjenjiv izmjenični napon promjenljive frekvencije. Preko AC/DC/AC frekvencijskog pretvarača napon se najprije ispravlja, a zatim se pretvara u konstantni izmjenični napon mrežne frekvencije. Pri većim brzinama od dopuštene radne brzine vjetra (30 m/s), sustav upravljanja vjetroelektrane odvaja generator od mreže, lopatice se pomoću pitcha postavljaju u položaj gdje pružaju najmanji otpor vjetru ("na nož"), te po potrebi disk kočnicama zakoči vjetroturbinu. Agregat ostvaruje nazivnu snagu od 1 MW pri nazivnoj brzini vrtnje 27 o/min.
U vjetroagregatu je ugrađen trofazni sinkroni generator, u potpunosti razvijen i izrađen u Končar – GIM. Radi se o potpuno novoj konstrukciji i tehnologiji gradnje, jer je po prvi put rađen generator za tako specifičnu svrhu, 60 polova, snaga 1000 kVA, frekvencija od 5 do 14,5 Hz, priključak na mrežu preko frekvencijskog pretvarača.
Nekoliko je razloga zašto je za Končarev vjetroagregat odabran pogon bez prijenosnika: iskorištava veći opseg brzine vjetra (do 15 %), manji mehanički gubici zbog izostanka prijenosnika, manje kolebanje električne energije jer regulirana turbina djeluje kao prigušivač naleta vjetra, smanjena buka, veća pogonska sigurnost, mogućnost proizvodnje jalove energije, veće učešće komponenti vlastite proizvodnje, jednostavnije i jeftinije održavanje,  ekološki čistija energija (manje podmazivanja).
Hlađenje se odvija putem strujanja rashladnog zraka kroz generator (zračni raspor, međupolni prostor, kanali oko statorskog paketa, te oplakivanje glava statorskog i uzbudnog namota) zbog ventilacijskog djelovanja njegovog rotora. Na taj se način na jednoj strani generatora usisava rashladni zrak, dok se na drugoj zagrijani zrak izbacuje u unutrašnji prostor gondole. Uzbuda generatora se za vrijeme njegovog pokretanja ostvaruje iz nezavisnog izvora, a zatim se nakon preuzimanja opterećenja generator prevodi u samouzbudni rad. Generator je opremljen s uređajima za kontrolu zagrijavanja i zaštite od prekoračenja dozvoljenog prirasta temperature. Isto tako ima ugrađene uređaje za sprečavanje kondenzacije vlage na unutarnjim dijelovima za vrijeme mirovanja generatora.
Općenito, vjetroagregati su iskoristivi na lokacijama gdje je prosječna brzina vjetra veća od 4,5 m/s. Idealna lokacija bi trebala imati konstantno strujanje vjetra bez turbulencija i s minimalnom vjerojatnosti naglih olujnih udara vjetra. Položaji se prvo odabiru na osnovi karte vjetra, te se onda potvrđuju praktičnim mjerenjima. Prosječna brzina vjetra jedan je od glavnih čimbenika za odabir položaja vjetroagregata. Vjetroagregat ovog tipa predviđen je za postavljanje na položajima na kopnu i u priobalnim vjetroelektranama, s turbulencijama do 18% i brzinom vjetra do 59,5 m/s. Obzirom na radno područje najpogodniji su položaji s brzinama vjetra između 2,5 m/s i 30 m/s, na visini 60 metara.
Kao rezultat analize tržišta unutar grupe Končar trenutno se radi na razvoju vjetroagregata snage 2,5 MW. Svi vodeći svjetski proizvođači vjetroagregata (Enercon, Vestas, GE, Gamesa itd.) imaju u proizvodnom rasponu vjetroagregate nominalne snage oko 1 MW i vjetroagregate s nominalnom snagom između 2 i 3 MW. Projekti vjetroelektrana koji se razvijaju, kako u svijetu tako i u Hrvatskoj, predviđaju upravo agregate pojedinačne snage između 2 i 3 MW.

## Poveznice
- Vjetroelektrane u Hrvatskoj